# Muçum (Rio Grande do Sul)
Muçum é um município brasileiro do estado do Rio Grande do Sul.
Conhecido como Princesa das Pontes, pelo trecho da Ferrovia do Trigo que atravessa o rio Taquari e corta a cidade sobre um viaduto, marcando o visual da entrada da cidade.

## História
O povoamento da região onde hoje se encontra o município de Muçum começou por volta do século XIX, com o estabelecimento dos primitivos colonizadores de origem lusa, italiana, alemã e polonesa, que compraram suas terras, através da Comissão de Terras e Colonização em Guaporé. O rio Taquari teve suma importância na migração dos primeiros colonizadores, já que era bastante navegável. Os imigrantes italianos, maioria na colonização, iam até Garibaldi e depois desciam para a região de Muçum e Encantado, comprando terras do governo e de alemães que haviam chegado antes mas não se adaptaram às areas. A mais antiga comunidade é a de São Faustino e Juvita, criada por famílias portuguesas em 1873. Lá, uma capela de 150 foi reformada e reinaugurada em 2023.
O nome do município tem sua origem de uma cachoeira conhecida dos navegadores que costumavam passar pelo rio Taquari. O nome "Mussum", ainda grafado com dois "SS", aparecia escrito em um relatório elaborado em 1862, pelo engenheiro militar Capitão Antônio Augusto Arruda, do Exército Nacional, ao efetuar um completo levantamento das cachoeiras existentes no rio Taquari, desde o porto de Estrela até o incipiente povoado de Santa Bárbara na foz do Rio Carreiro. A cachoeira recebeu o nome do peixe, presente ali, e deu nome ao porto que deu nome ao povoado.
Oficialmente, porém, desde 1905 o nome era General Osório, passando a ser o 3º distrito de Guaporé, que havia sido criada dois anos antes. Os dois nomes, entretanto, eram usados tanto pelos moradores quanto em documentos oficiais. Em 19 de novembro de 1938, enfim, alterava-se a denominação de distrito e vila de General Osório para "Mussum", ainda com grafia de dois "SS". Em dezembro de 1959 era solicitado à Assembleia Legislativa do Rio Grande do Sul que fosse retificado o nome de Muçum, para a grafia com dois "SS", visto ser nome próprio, pois com "ç" é nome de peixe de origem da língua Tupi-Guarani. Esta solicitação da Câmara de Vereadores, não foi aceita.
Com a denominação de Muçum, o distrito é desmembrado de Guaporé e elevado à categoria de município pela Lei Estadual nº 3.729, de 18 de fevereiro de 1959. O município é instalado em 31 de maio daquele ano.
Em 4 de setembro de 2023, o município passou pela sua maior tragédia, sendo devastada por uma enchente que, em poucas horas, entre a tarde e o anoitecer, fez o Taquari transbordar e subir 28,9m acima do seu leito normal.